# Húnaþing vestra

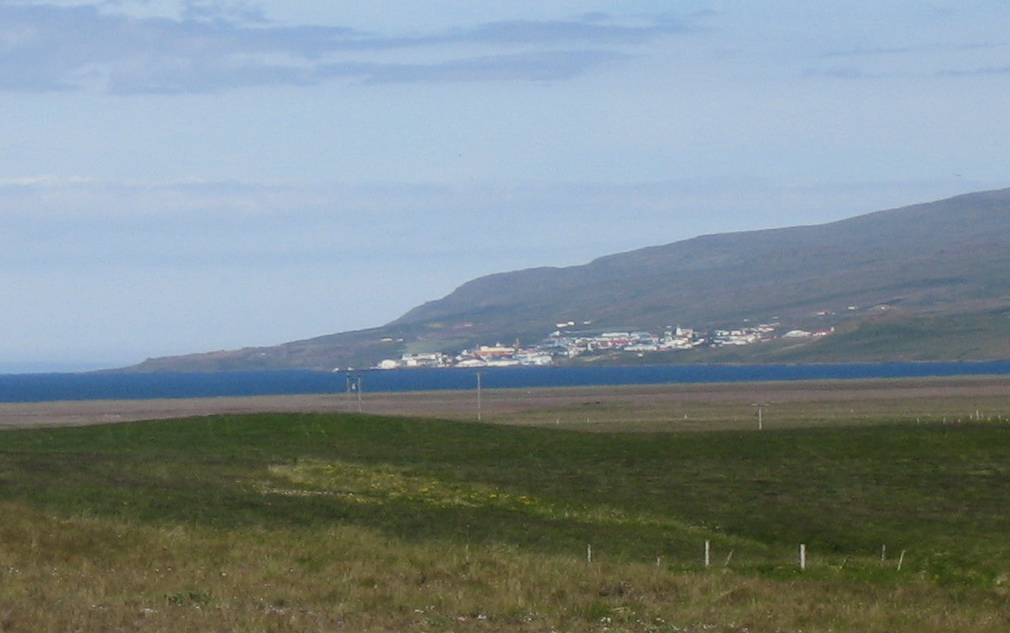
Hvammstangi und der Miðfjörður

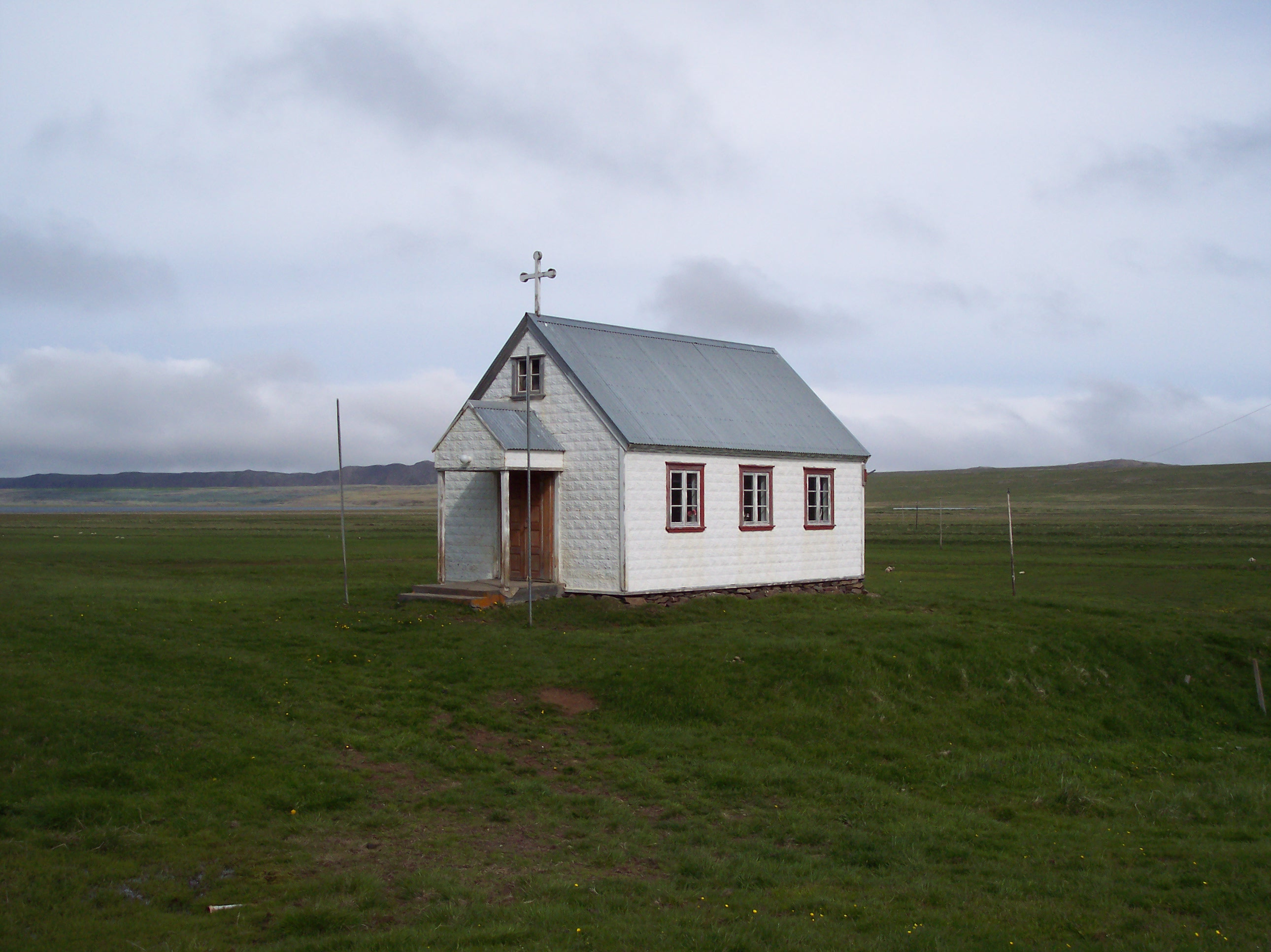
Vesturhópshólakirkja

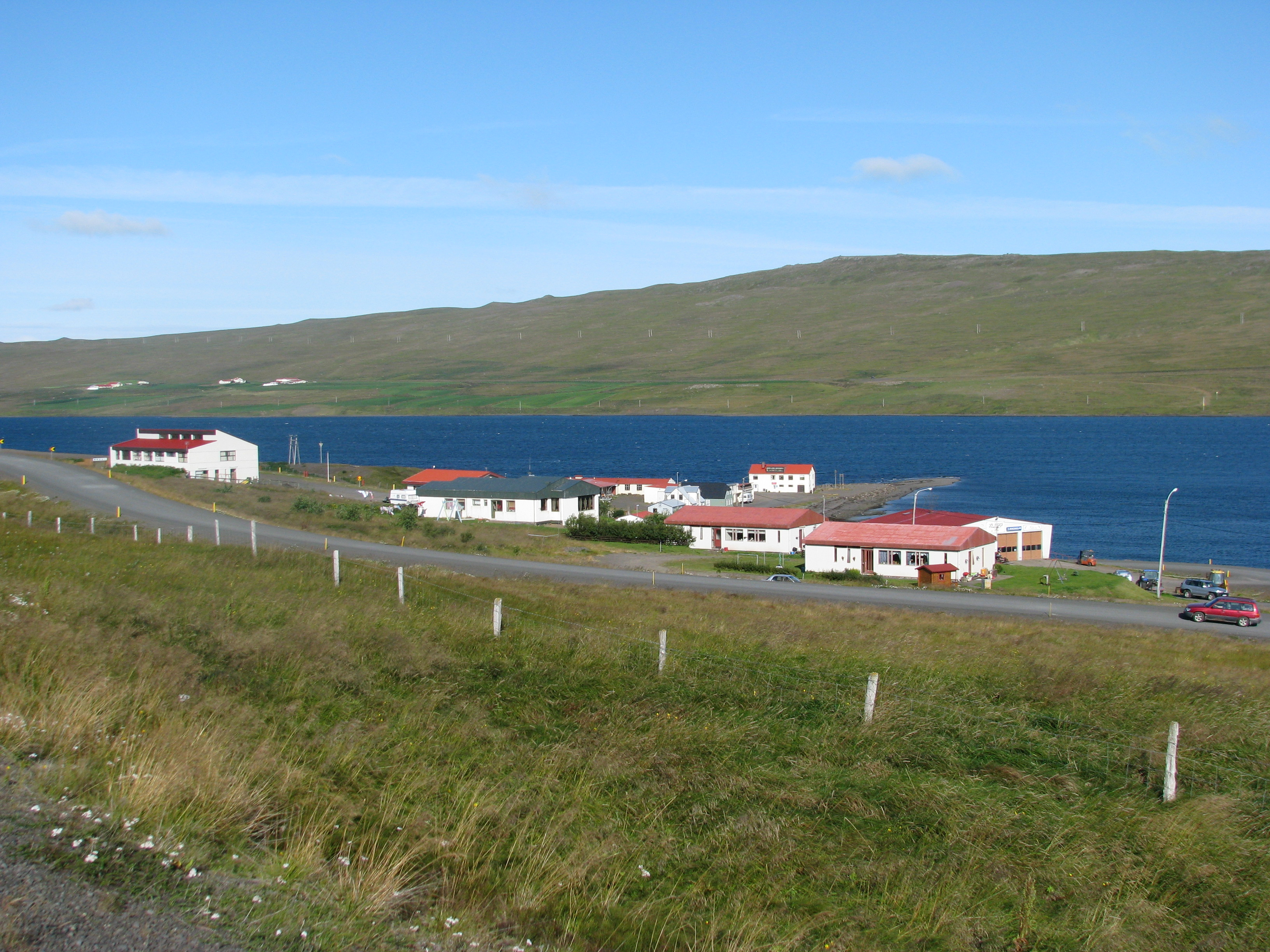
Borðeyri

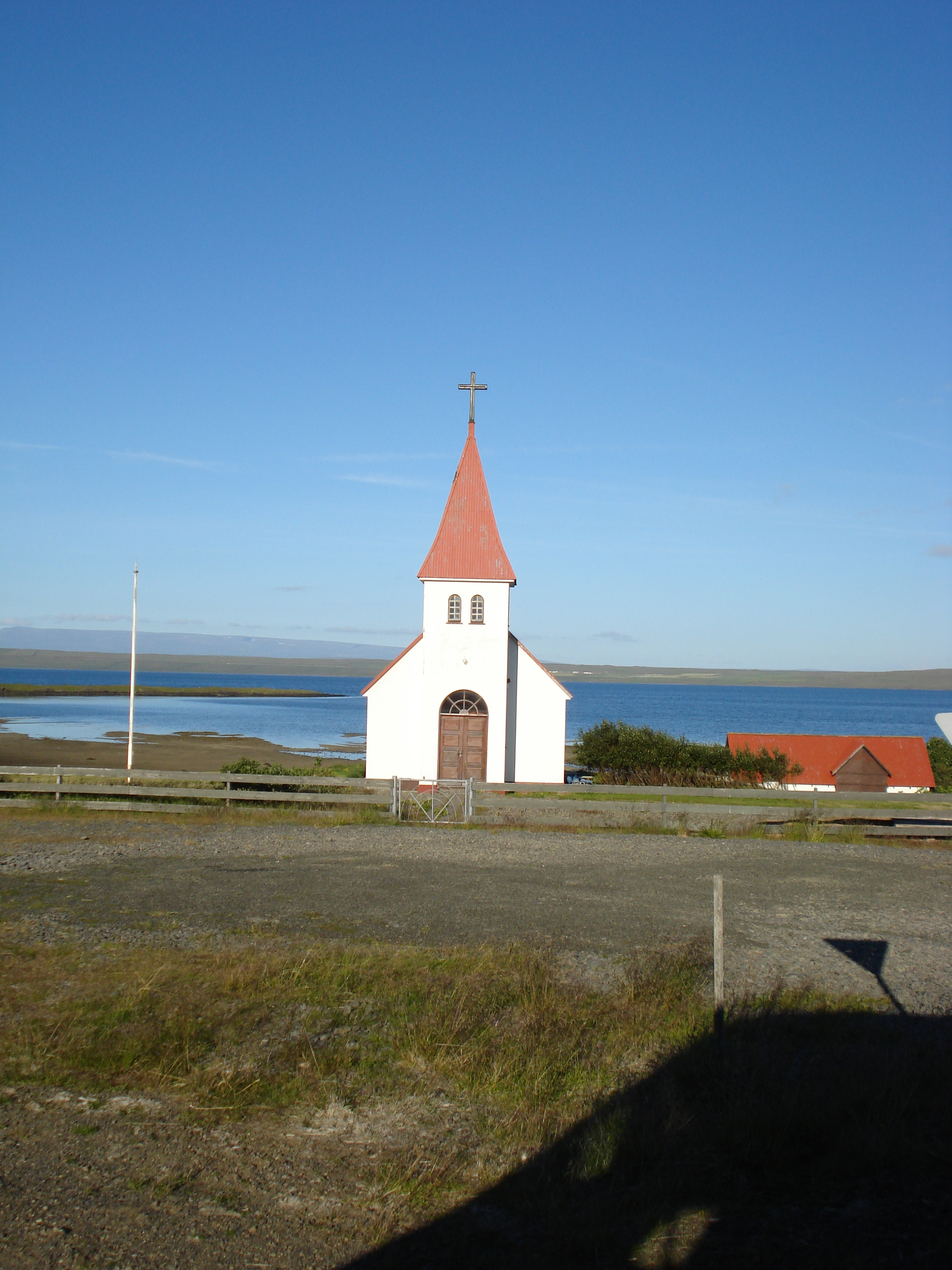
Prestsbakkakirkja

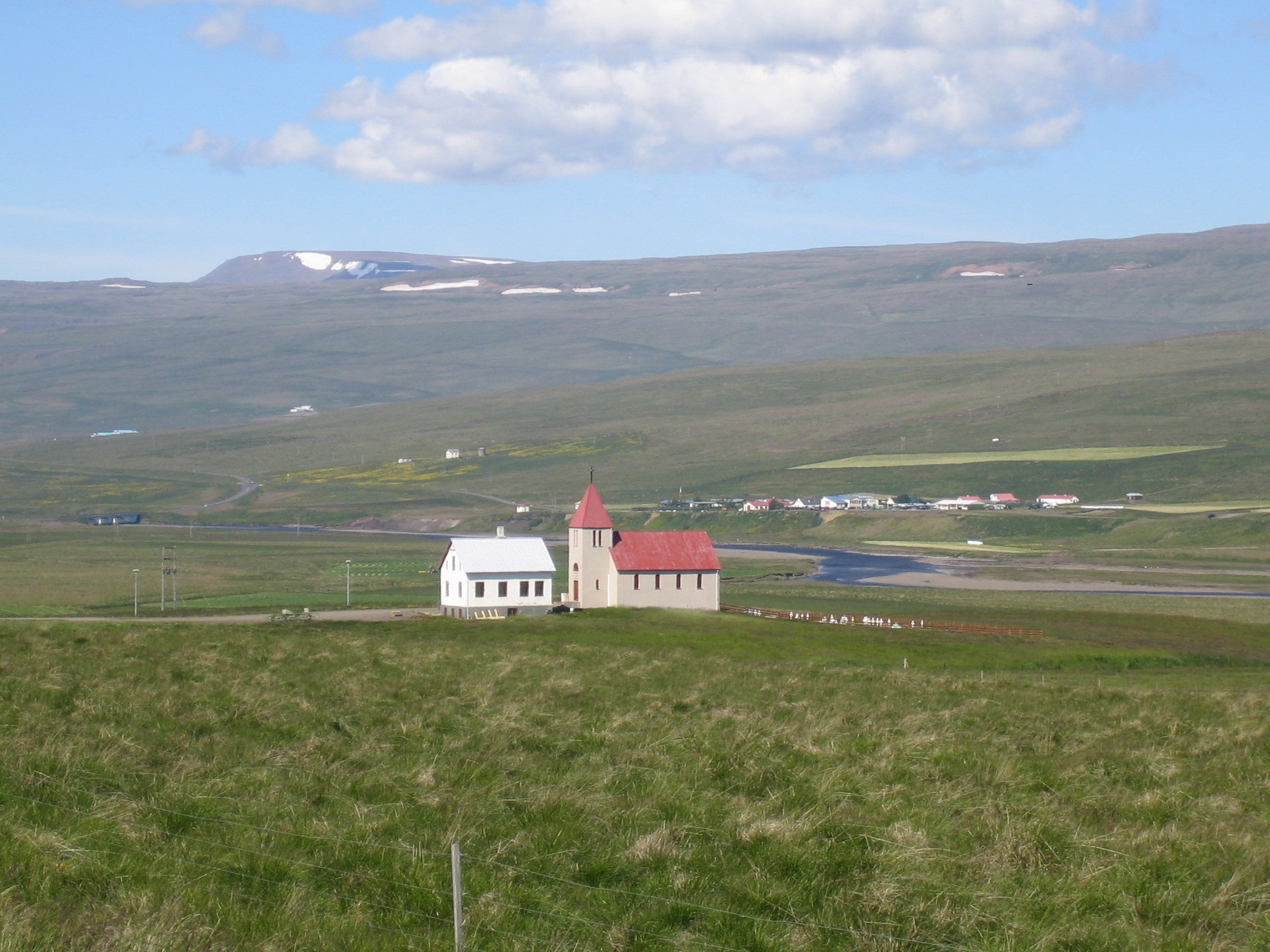
Hof Melstaður und Melstaðakirkja

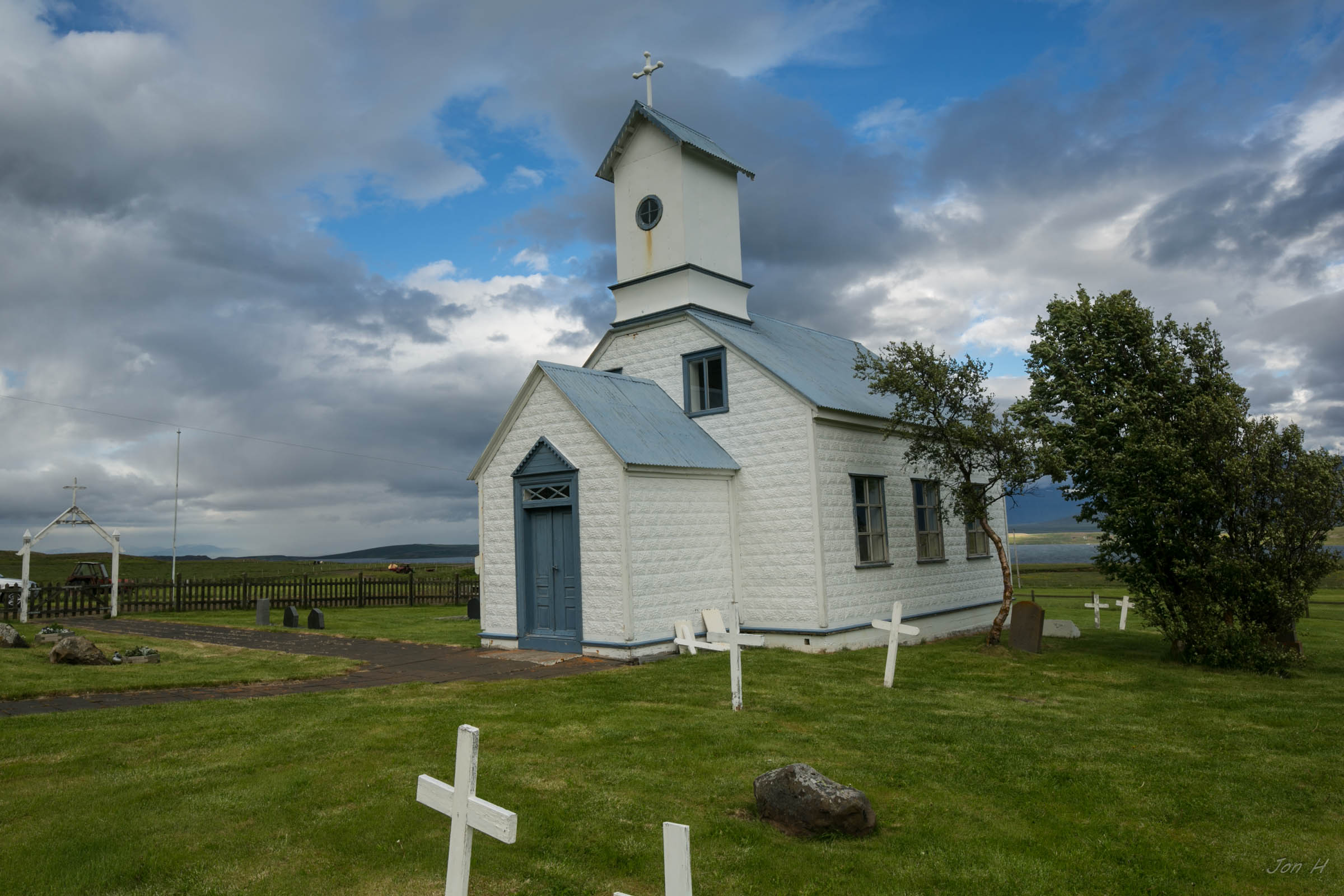
Breiðabólstaðarkirkja

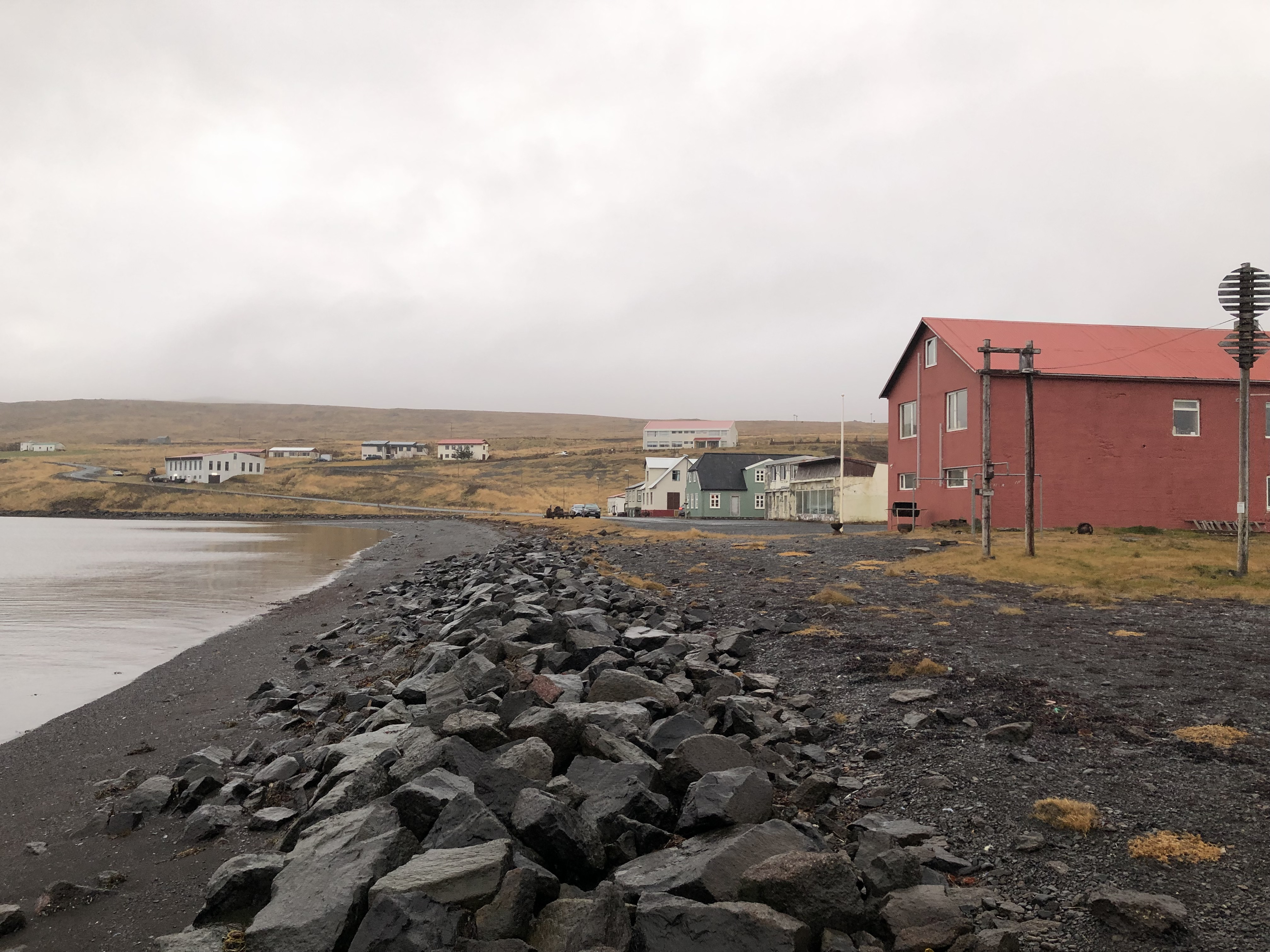
Blick zum blaugrünen Riis-húsið in Borðeyri

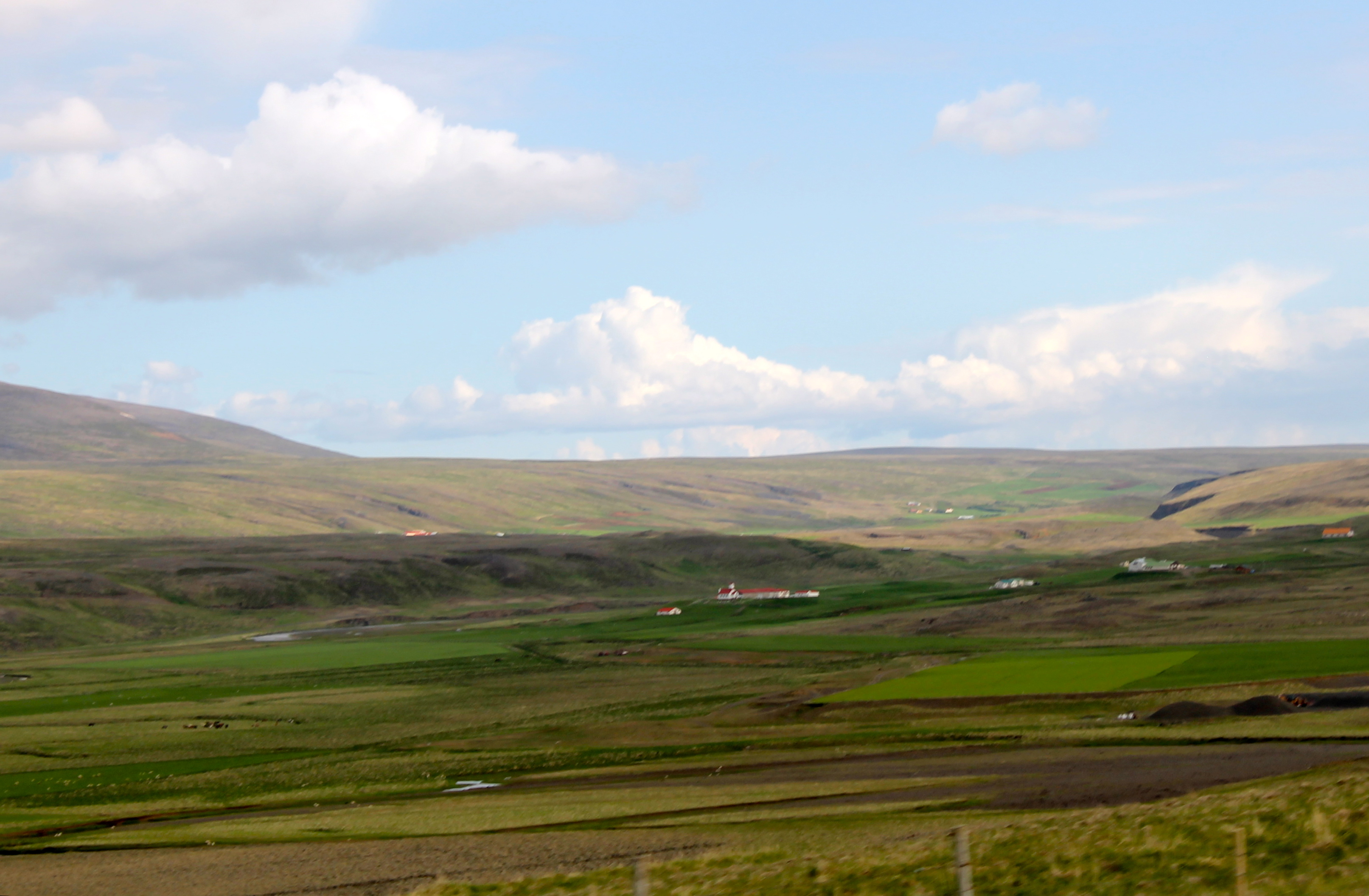
Hof Víðidalstunga

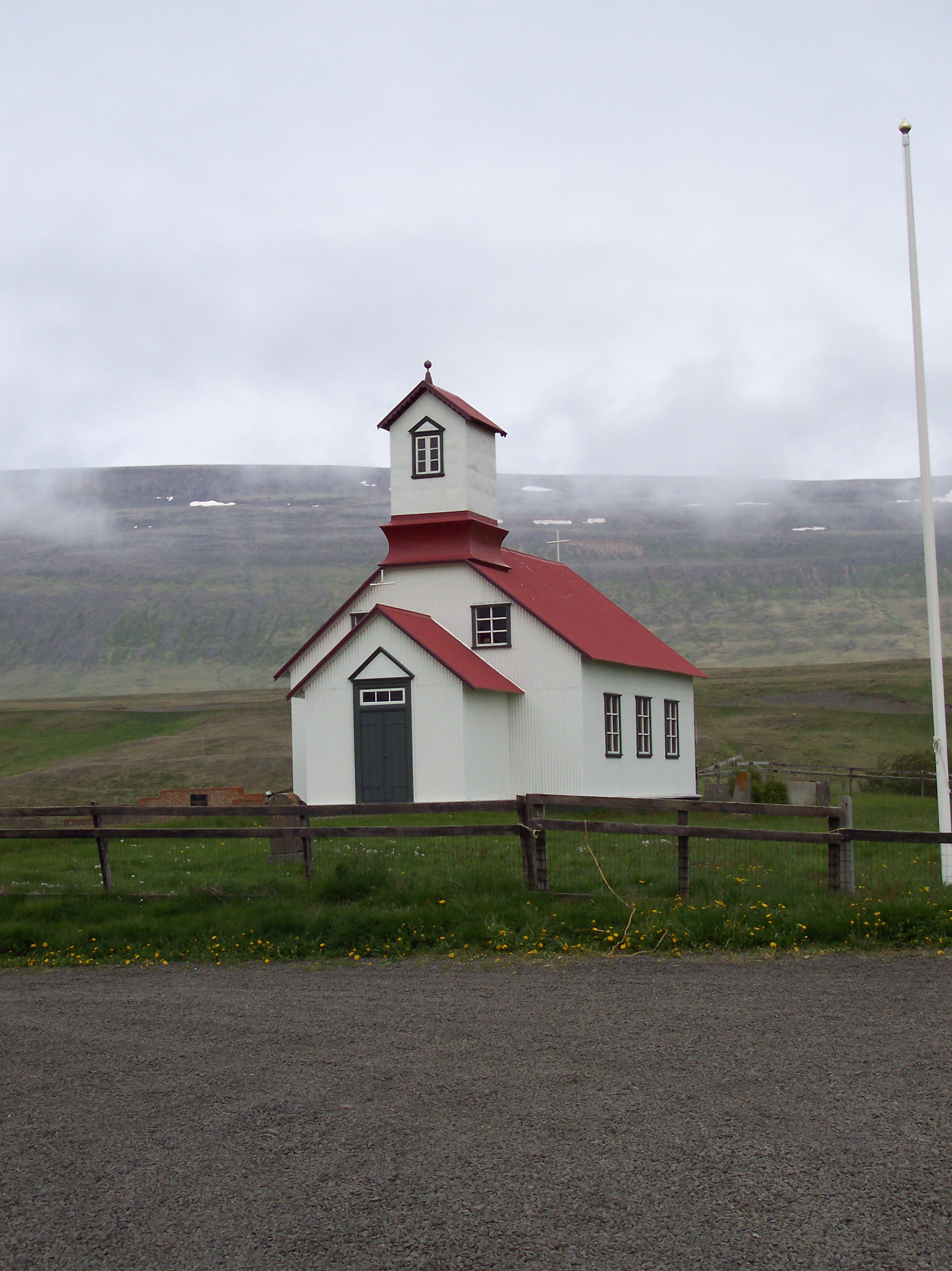
Víðidalstungukirkja

Die Gemeinde Húnaþing vestra liegt im Nordwesten Islands an der Húnaflói-Bucht in der Region Norðurland vestra.
Am 1. Januar 2023 hatte die Gemeinde 1258 Einwohner. Im Hauptort Hvammstangi lebten 625 Einwohner. Die zweitgrößte Siedlung ist Laugarbakki. Eine der kleinsten Ortschaften Islands ist der Ortsteil Borðeyri mit 16 Einwohnern.

## Geografie
Das Gemeindegebiet liegt nördlich am Húnaflói; im Nordwesten liegt der Hrútafjörður, östlich davon der Miðfjörður, noch weiter östlich der Húnafjörður. Der Norden des Gemeindegebiets wird durch die Halbinsel Vatnsnes gebildet, die Bucht Hindisvík befindet sich an ihrer Nordspitze. Im Nordosten des Gemeindegebiets liegen die Seen Vesturhópsvatn und Sigríðarstaðavatn, die sich westlich des großen Sees Hóp befinden. Dessen Ostufer liegt bereits in der Landgemeinde Húnavatn.
Im Südosten des Gemeindegebiets befindet sich die seenreiche Hochebene Arnarvatnsheiði und der namensgebende See Arnarvatn stóra.
Nordwestlich der Gemeinde Húnaþing vestra befindet sich die Gemeinde Strandabyggð, östlich Húnavatn, südlich Borgarbyggð, westlich Dalabyggð.

## Geschichte
Der Ortsteil Borðeyri am Hrútafjörður war bereits zur Zeit des isländischen Freistaates (930–1264) ein wichtiger Hafen und wurde 1846, als Island noch zu Dänemark gehörte, ein offiziell anerkannter Handelsplatz.
Das Gebiet war durch reiche Garnelenfanggründe im Húnaflói wirtschaftlich aufgestiegen. Seit Jahren gibt es das Problem der Landflucht (vgl. Einwohnerentwicklung).
Die Gemeinde wurde 1998 durch den Zusammenschluss von sieben Landgemeinden gebildet: Staðarhreppur, Fremri-Torfustaðahreppur, Ytri-Torfustaðahreppur, Hvammstangahreppur, Kirkjuhvammshreppur, Þverárhreppur und Þorkelshólshreppur. Am 1. Januar 2012 wurde die westlich gelegene Landgemeinde Bær eingemeindet.

## Einwohnerentwicklung
Wie in inzwischen nur noch wenigen Gebieten Islands außer dem Südwesten rund um die Hauptstadt Reykjavík ist in Húnaþing vestra die Bevölkerungsentwicklung minimal rückläufig (1997 bis 2006: −11,4 %).
| Datum        | Einwohner |
| ------------ | --------- |
| 1. Dez. 1997 | 1.317     |
| 1. Dez. 2003 | 1.175     |
| 1. Dez. 2004 | 1.175     |
| 1. Dez. 2005 | 1.173     |
| 1. Dez. 2006 | 1.167     |

## Verkehr
Südlich von Hvammstangi verläuft die Ringstraße (Hringvegur).

## Orte und Bauwerke
Eines der ältesten Häuser der Gemeinde ist das 1862 aus Holz erbaute Kaufmannshaus Riis-húsið in Borðeyri, das ursprünglich Faktorshús hieß und seinen heutigen Namen einem der früheren Besitzer, Richard Peter Riis, verdankt, der es 1890 kaufte.
Auf dem Gebiet der Gemeinde befinden sich heute elf Kirchen.
Die Tjarnarkirkja steht im äußersten Nordosten der Gemeinde auf dem Hof Tjörn auf der Halbinsel Vatnsnes. Sie wurde 1930–1940 aus Beton gebaut und hat 70–80 Sitzplätze. Das Altargemälde, 1910 von Þórarinn B. Þorláksson gemalt, ist eine Kopie eines Gemäldes von G.T. Wegener, das im Reykjavíker Dom hängt.
Die Prestsbakkakirkja auf dem im äußersten Nordwesten der Gemeinde gelegenen Gehöft Prestsbakki, das seit etwa 1100 über eine eigene Kirche verfügt, wurde 1954–1957 aus Stein gebaut, während die Vorgängerkirche eine 1874 erbaute und 1957 abgerissene Holzkirche war, und deren Vorgängerbau war eine Torfkirche von 1805.
Am Miðfjörður steht auf dem Hof Melstaður die 1947 erbaute Melstaðakirkja mit einem massiven, weithin sichtbaren Turm und mit 150 Sitzplätzen. Das Altargemälde von Magnús Jónssonstellt die Taufe Christi dar. Bereits vor der Reformation stand hier eine Kirche, die dem hl. Stefanus geweiht war.
Die Hvammstangakirkja wurde 1957 mit 160 Sitzplätzen eingeweiht. Sie erhebt sich weithin sichtbar mit einem Turm oberhalb von Hvammstangi.
Die Holzkirche Kirkjuhvammskirkja oberhalb von Hvammstangi wurde 1882 erbaut und ist seit 1976 im Besitz des Isländischen Nationalmuseums. 1992–1997 fanden umfangreiche Renovierungsarbeiten statt.
Eine weitere wichtige Holzkirche ist die Víðidalstungukirkja auf dem geschichtsträchtigen Hof Víðidalstunga í Víðidal. Sie steht auf einer Landzunge zwischen den Flüssen Víðidalsá und Fitjá, die reich an Lachsen sind. Die Kirche wurde 1889 erbaut und bietet rund 100 Menschen Platz. Das 1916 von Ásgrímur Jónsson geschaffene Altargemälde stellt die Bergpredigt dar. Um 1400 wurde vermutlich auf dem Hof Víðidalstunga das Buch Flateyjarbók geschrieben, eines der bedeutendsten Bücher Islands. Der Bauer des Hofes, Jón Hákonarson (geb. 1350) gab das Buch in Auftrag, und für das Pergament, das für das Buch verwendet wurde, wurden 113 Kalbshäute benötigt. Das Buch wurde später auf der Insel Flatey aufbewahrt und nach ihr benannt.
Auf dem traditionsreichen Hof Breiðabólstaður wurde 1892 mit dem Bau der hölzernen Breiðabólstaðakirkja begonnen, die seit 1990 unter Denkmalschutz steht. Sie wurde 1894 geweiht und birgt in ihrem Innern über dem Altar ein 1920 geschaffenes Ölgemälde von dem dänischen Maler Anker Lund, das Jesus bei der Segnung der Kinder darstellt. Die Kirche wurde 1925, 1932 sowie 1964–1969 renoviert, und 1990–1992 wurde der Turm neu gebaut. Das Kirchenschiff weist eine Länge von 7,59 m und eine Breite von 6,35 m auf, während der Chor im Osten 2,51 m lang und 3,44 breit ist, und der Vorbau im Osten ist 2,52 m lang und 3,22 m breit.
Die Vesturhópshólakirkja ist eine kleine 1879 erbaute Holzkirche auf dem Hof Vesturhópshólar, deren Kanzel aus dem 17. Jahrhundert stammen soll.
Bereits vor der Reformation stand hier eine katholische Kirche, die dem hl. Johannes dem Täufer geweiht war. Nach der Reformation wirkte hier Ólafur Hjaltason (1500–1569) als Pfarrer, der später der erste lutherische Bischof Islands wurde. Die Kirche hat eine Länge von 7,69 m und eine Breite von 4,73 m, und seit 1990 steht sie unter Denkmalschutz.
Die Staðarbakkakirkja ist eine Holzkirche von 1890 mit 120 Sitzplätzen.
Auch die Efranúpskirkja steht auf einem geschichtsträchtigen Hof. Das Gehöft Efri Núpur hat seit ältester Zeit eine Kirche, zu deren Pfarrei zeitweise bis zu 15 Höfe gehörten. Es ist der am höchsten (200 m. ü. d. M.) gelegene Hof im weiten Umkreis. 1883 wurde hier eine Kirche aus Holz erbaut und 1960 durch eine Kirche aus Stein ersetzt, die am 20. August 1961 eingeweiht wurde. Diese heutige Kirche ist 9,5 × 5,7 m groß und bietet 60 Sitzplätze. Das Altargemälde von Eggert Gudmundsson stellt Jesus bei der Kindersegnung dar. Der Altar ist mit einer Dimension von 180 × 70 cm relativ groß. Das Harmonium, ein "Sparta-Harmonium", wurde in Gera in Deutschland hergestellt. An die Dichterin Rósa Guðmundsdóttir (1795–1855), die sich häufig auf dem Hof Efri Núpur aufhielt, erinnert seit 1965 ein Denkmal an der Kirche.
Die Holzkirche Staðarkirkja auf dem Hof Staður am südlichen Ende des Hrútafjörður, die seit 1990 unter Denkmalschutz steht, wurde 1886 erbaut und 1983 um einen Chor sowie um einen Vorbau von 1,81 m Länge und 3,08 m Breite erweitert. Das Kirchenschiff ist 9,62 m lang und 5,86 m breit.

## Infrastruktur
Der Ortsteil Borðeyri verfügt über Grundschule, Kindergarten, Gästehaus, Campingplatz und über eine Reparaturwerkstatt.

## Töchter und Söhne der Gemeinde
- Björgvin Páll Gústavsson (* 1985), Handballspieler
- Ásgeir Trausti (* 1992), Singer-Songwriter